# Viels-Maisons
Viels-Maisons é uma comuna francesa na região administrativa de Altos da França, no departamento de Aisne. Estende-se por uma área de 21,44 km². Em 2010 a comuna tinha 1 246 habitantes (densidade: 58,1 hab./km²).